# Кореспондентський рахунок
Кореспонде́нтський раху́нок — банківський рахунок, що відкривається одним банком іншому банку для здійснення міжбанківських переказів.
Банк-кореспондент – банк, що на підставі договору та у визначеному порядку відкриває в іншому банку кореспондентський рахунок.

## Види
Основними видами кореспондентських рахунків є:
- «Ностро» (від іт. nostro conto – «наш рахунок у Вас») – рахунок, відкритий банком у банку-кореспонденті для відображення взаємних розрахунків банків та їх клієнтів. Для банку, який має рахунок «ностро», він є активним, оскільки відображує розміщення коштів у формі банківського депозиту. Для іншого банку даний рахунок є пасивним, оскільки відображає залучені ресурси та називається рахунок «лоро».
- «Лоро» (від іт. loro conto – «їх рахунок у нас») – рахунок, відкритий банком своєму банку-кореспонденту, на який зараховуються всі одержані або видані за його дорученням суми коштів. У банківському листуванні термін «лоро» також вживається по відношенню до кореспондентського рахунку третього банку, відкритого у банку-кореспонденті даної кредитної установи, а рахунок банку-кореспондента в даній кредитній установі називається «ностро».
- «Востро» (від іт. vostro conto – «ваш рахунок») – рахунок, який банк веде за кордоном у місцевій валюті. Банк, який розмістив кошти на такому рахунку, буде посилатися на нього як на рахунок «ностро».

Умови ведення кореспондетських рахунків передбачаються в договорах при встановленні кореспондентських відносин між банками.